# Virslīga 1943
In 1943 werd het zestiende voetbalseizoen gespeeld van de Letse Virslīga. ASK werd kampioen. 

## Eindstand
| Plaats | Club             | Wed. | W | G | V | Saldo | Ptn. |
| ------ | ---------------- | ---- | - | - | - | ----- | ---- |
| 1.     | ASK              | 6    | 5 | 1 | 0 | 19-5  | 11   |
| 2.     | Olimpija Liepāja | 6    | 4 | 2 | 0 | 20-11 | 10   |
| 3.     | RFK              | 6    | 3 | 2 | 1 | 13-9  | 8    |
| 4.     | VEF              | 6    | 3 | 1 | 2 | 14-9  | 7    |
| 5.     | Rigas Vilki      | 6    | 2 | 0 | 4 | 12-15 | 4    |
| 6.     | Jelgavas SB      | 6    | 0 | 1 | 5 | 8-18  | 1    |
| 7.     | LDzB Riga        | 6    | 0 | 1 | 5 | 4-23  | 1    |

|  | Kampioen   |
|  | Degradatie |

## Kampioen
| Virslīga 1943           |
| Letland                 |
| ----------------------- |
| ASK Kampioen (3° titel) |